# Panaspis duruarum
Panaspis duruarum är en ödleart som beskrevs av  Albert Monard 1949. Panaspis duruarum ingår i släktet Panaspis och familjen skinkar. Inga underarter finns listade i Catalogue of Life.
Arten förekommer i Kamerun. Efter upptäckten hittades inga fler individer.